# Dwa traktaty o rządzie

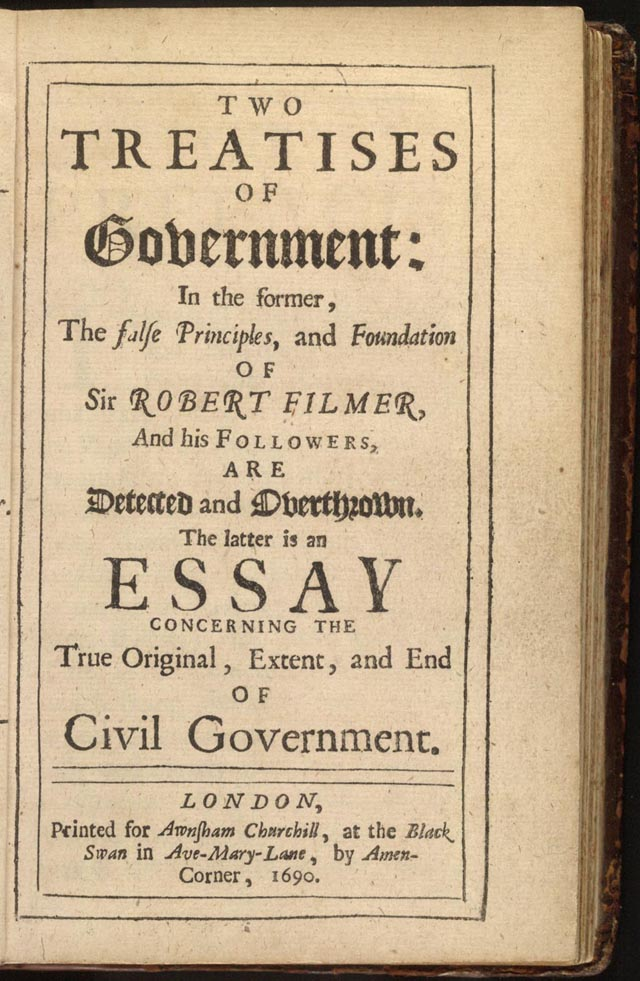
Strona tytułowa Dwóch traktatów o rządzie, wydanie z 1690

Dwa traktaty o rządzie – dzieło angielskiego filozofa Johna Locke'a z 1690 roku. Stanowią one fundamentalną w historii doktryn politycznych teorię klasycznego republikanizmu. 
W oparciu o prawo natury ludzkiej, z którego jednostka czerpie święte i niezbywalne uprawnienia do własności i wolności, zostają sformułowane postulaty polityczne. Locke formułuje naczelne zasady, które mają określać relacje między ludem a władzą. 
Zasadami tymi są:
- przynależność do struktury politycznej jest dobrowolna,
- mandat do sprawowania władzy pochodzi z nadania ludu,
- władza jest powołana w celu ochrony niezbywalnych wartości: wolności i własności,
- władza jest ograniczona celem, do realizacji którego została powołana,
- cel ten warunkuje rozdział kompetencji w obrębie władzy,
- zamach ze strony władzy na wolność i własność powoduje utratę pokładanego w niej zaufania i upoważnia lud do nieposłuszeństwa i zmiany jej (w ostateczności zdobywa prawo do oporu i usunięcia jej siłą).

Pewne kontrowersje budzi polskie tłumaczenie, które nie jest pozbawione błędów utrudniających prawidłowe zrozumienie tego dzieła.